# Kazimierz Żbikowski
Kazimierz Żbikowski (ur. 26 lutego 1932 w Toruniu, zm. 11 grudnia 1992 w Łodzi) – polski lekkoatleta średnio- i długodystansowiec.

## Kariera sportowa
Wystąpił w biegu na 1500 metrów na mistrzostwach Europy w 1954 w Bernie, ale odpadł w przedbiegach.
Był mistrzem Polski w biegu na 1500 metrów w 1957, w biegu na 3000 metrów z przeszkodami w 1957, 1958 i  1959 oraz w biegu przełajowym na 6 km w 1955, a także brązowym medalistą na 1500 metrów w 1954, w biegu na 5000 metrów w 1957 i w biegu przełajowym na 3 km w 1953. Zdobył również złoty medal w biegu na 3000 metrów podczas nieoficjalnych halowych mistrzostw Polski w 1954.
W latach 1953–1959 startował w dziesięciu meczach reprezentacji Polski (11 startów) bez zwycięstw indywidualnych.
Rekordy życiowe:
- bieg na 800 metrów – 1:52,3 (23 sierpnia 1953, Wrocław)
- bieg na 1000 metrów – 2:26,4 (31 lipca 1954, Toruń)
- bieg na 1500 metrów – 3:49,6 (9 sierpnia 1959, Sopot)
- bieg na 3000 metrów – 8:18,4 (12 czerwca 1960, Warszawa)[5]
- bieg na 5000 metrów – 14:14,6 (13 sierpnia 1958, Wałcz)[5]
- bieg na 3000 metrów z przeszkodami – 8:51,8 (13 października 1959, Warszawa)[5]

Był zawodnikiem klubów Kolejarz Toruń, OWKS/CWKS Bydgoszcz i Budowlani Bydgoszcz.